# Troszki (Kłodnica)
Troszki (niem. Kunersdorfer Sorge) – przysiółek wsi Kłodnica w Polsce, położony w województwie lubuskim, w powiecie świebodzińskim, w gminie Łagów.
W latach 1975–1998 przysiółek administracyjnie należał do województwa zielonogórskiego.